# Överjärna kyrka

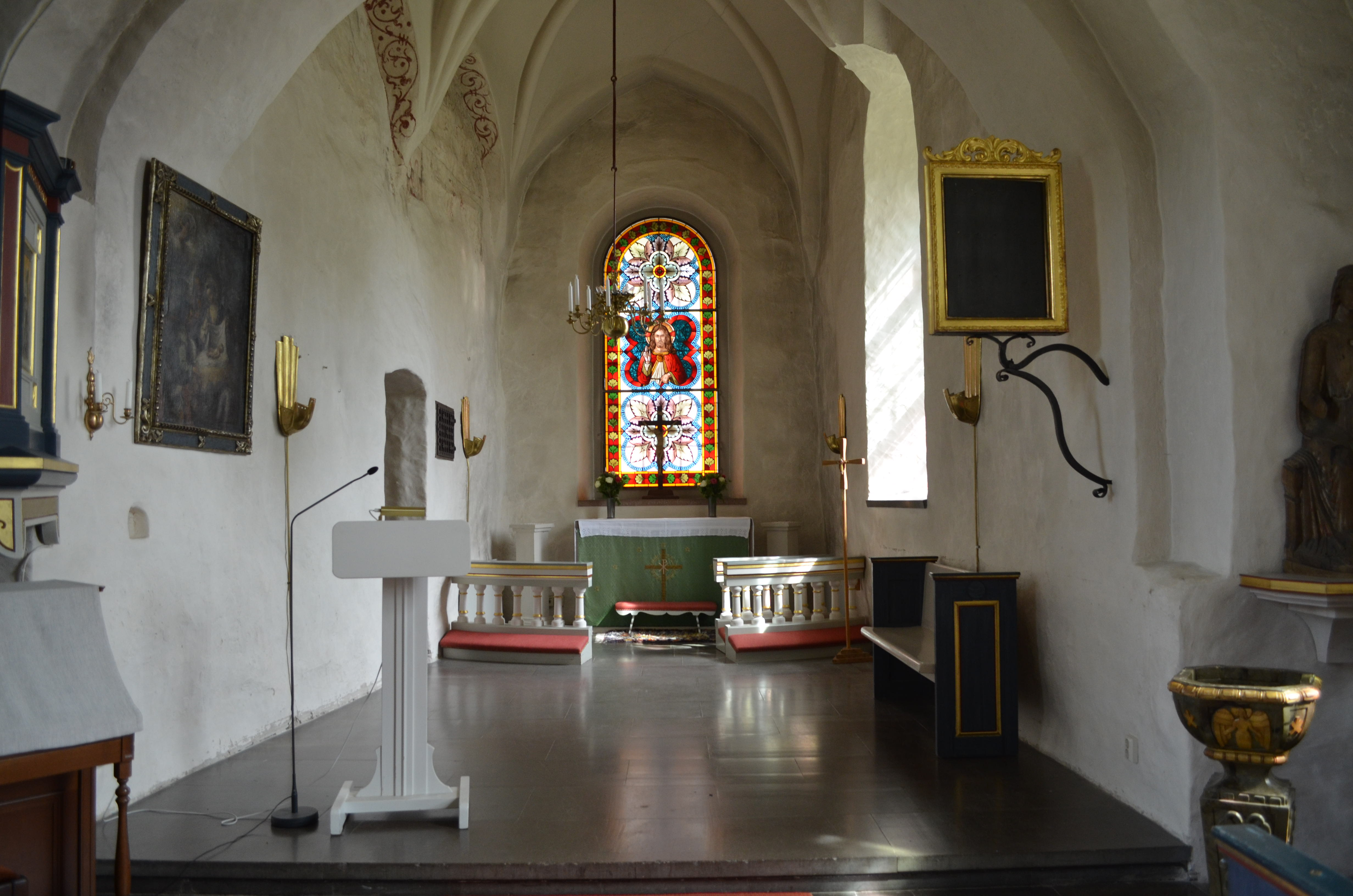
kyrkosalen

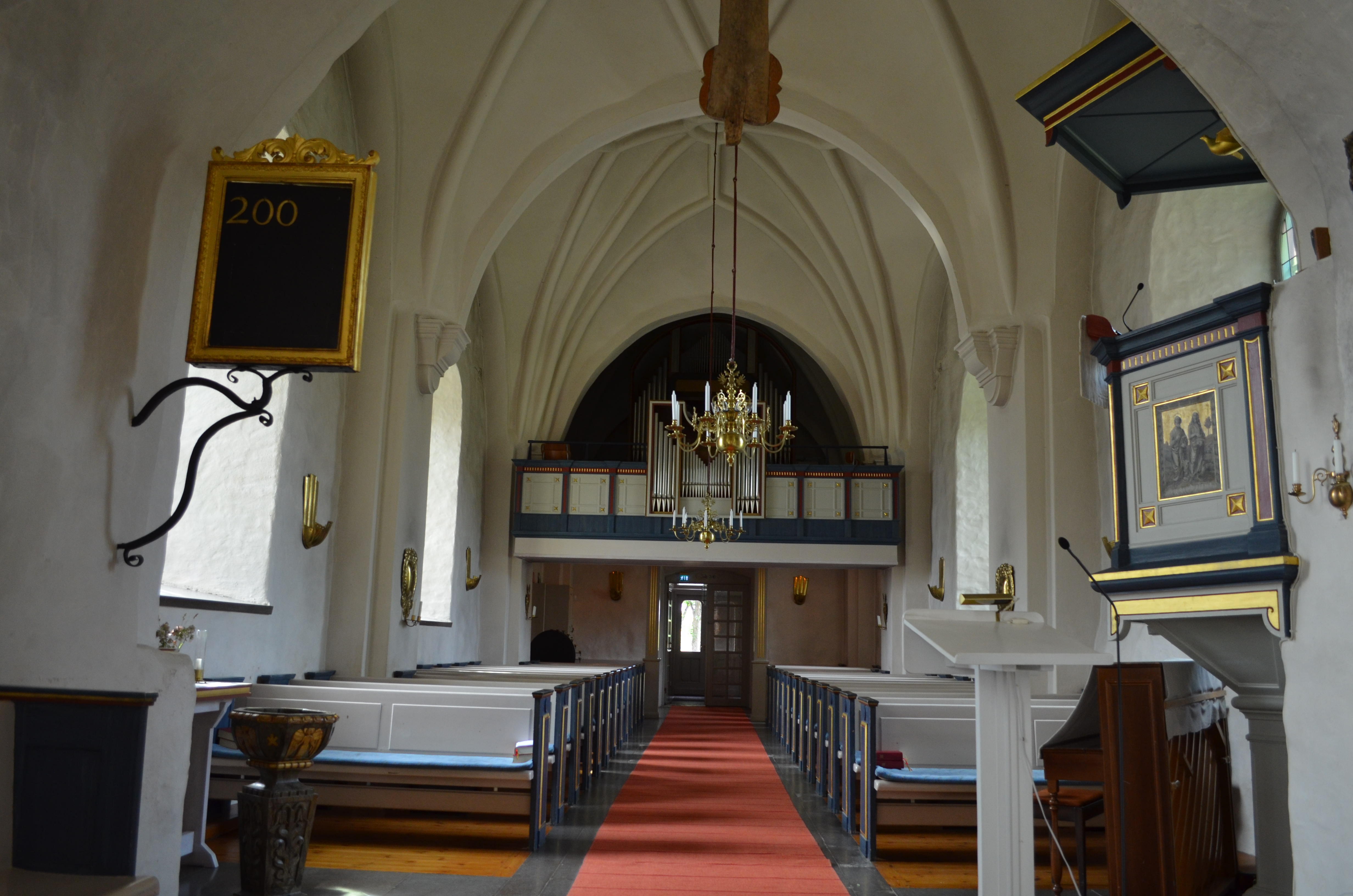
Orgelläktaren

Överjärna kyrka ligger i Överjärna församling i Södertälje kontrakt i Strängnäs stift. Den uppfördes under medeltiden på en strategiskt viktig plats vid den gamla landsvägen mellan Södertälje och Nyköping i Sörmland, nära segelleden mellan Östersjön och Mälaren.

## Bakgrund
Den murade kyrkan består av ett rektangulärt långhus med smalare kor i öster, torn i väster, sakristia på korets nordsida och ett kapell i söder. Långhus och kor härstammar från 1100-talets senare del. Utredningar har visat på spår av ett östtorn, samt tecken på en eventuell förlängning av långhuset och förhöjning av långhus- och kormurar under tidig medeltid.
Mycket tyder på att övervåningen använts i försvarssyfte. Sakristian är sekundär och tillkom förmodligen under 1200-talets senare del eller omkring 1300. Västtornet tillfogades sannolikt under 1400-talet, liksom ett vapenhus som revs 1880. Slutligen uppfördes det södra kapellet 1928; ett gravkapell ombyggt till andakts- och väntrum 1970. Kyrkan har vitputsade fasader och sadeltak. Östtornets övre del revs omkring 1600, och troligen vid samma tillfälle lades kor och långhus under samma takfall. Den pyramidformiga tornhuven med lanternin är från 1741, byggd av tornresaren Anders Erson i Floda, Dalarna (möjligt Erik Erson (1703-1759) då Anders var född 1740). Tornhuven omändrades 1880, då kyrkans fönster också fick sin nuvarande rundbågiga form.
Ingång till kyrkan sker genom tornet, vars västportal upptogs 1776. Långhuset täcks invändigt av tre stjärnvalv slagna omkring 1600, liksom det långsmala korets två kryssvalv. Triumfbågen är tvåsprångig och svagt spetsbågig, den fick sin utformning under medeltidens senare del. Valv och väggar täcktes med en tjock puts 1880, den avlägsnades på väggarna vid arkitekten Martin Westerbergs restaurering 1932-1933. Vid Ture Jangviks restaurering 1983-84 framtogs kalkmålningar, troligen från omkring 1600, på den norra korväggen; där påträffades också en nisch fodrad med ekplankor, varav en har en målning daterad till 1200-talets senare del. Korfönstrets glasmålning är ett tyskt arbete från 1900-talets början. Predikstolen från 1880 försågs med målningar av konstnären Axel Hörlin 1940 samt ljudtak 1984. Bänkinredningens utformning härrör från 1932-33. Orgeln är byggd 1963 av A. Magnussons orgelbyggeri, Mölnlycke och ritad av arkitekt Harald Thafvelin. Den har 21 stämmor, 3 manualer och pedal.
En omfattande restaurering av kyrkan gjordes 1879-1880 av byggmästare P. J. Hallström på entreprenad. Kyrkan fick plåttak och tornet blev försett med ett gyllene kors med 4 mindre förgyllda glober. Inredningen blev enkel med predikstol, orgelläktare, altare, öppna bänkar och gjutjärnsbågar till fönstren. Nyinvigning skedde söndagen 12 september 1880.

### Skadegörelse
Kyrkan utsattes i januari 2006 för omfattande skadegörelse, då en man slog sönder kyrkfönster, vandaliserade sakristian, brände biblar och försökte anlägga brand i kyrkosalen. En liknande men inte lika omfattande skadegörelse inträffade i april 2007. Denna senare skadegörelse bedömdes ha satanistiska förtecken där man vände krucifix uppochned, klottrade hädiska förolämpningar samt rev ut psalm 666 ur psalmböcker.

## Orgel
- 1781 bygger Jonas Ekengren, Stockholm en orgel med 6 stämmor.
- 1898 bygger E A Setterquist & Son, Örebro en rörpneumatisk orgel med 6 stämmor och 4 koppel. Avsynad av musikdirektör Johan Fredric Lagergren (1826-1917), svensk tonsättare och organist, Stockholm. Invigd 24 juli 1898. Medlen till orgeln ihopsamlade av en lokal kvinnoförening, bildad tre år tidigare, som tog initiativet för den. De fick ihopa 1200 kr genom basarförsäljning av skänkta saker och egna hemarbeten. Resten av kostnaden tog församlingen på sig.[6]
- Den nuvarande orgeln är byggd 1963 av A Magnussons Orgelbyggeri AB, Göteborg och är mekanisk.

| Ryggpositiv I   | Bröstverk II  | Öververk III   | Pedal         | Koppel |
| Rörgedackt 8'´  | Trägedackt 8' | Pommer 8'      | Subbas 16'    | I/P    |
| Principal 4'    | Rörflöjt 4'   | Täckflöjt 4'   | Principal 8'  | II/P   |
| Waldflöjt 2'    | Principal 2'  | Svegel 2'      | Gedackt 8'    | II/I   |
| Mixtur 3-4 chor | Nasat 1 1/3'  | Principal 1'   | Kvintadena 4' |        |
| Dulcian 8'      | Scharf 2 chor | Terzian 2 chor | Mixtur 3 chor |        |
|                 | Regal 8'      |                | Sordun 16'    |        |
|                 | Tremulant     |                |               |        |